# Melanolophia choctawae
Melanolophia choctawae là một loài bướm đêm trong họ Geometridae.